# Igor Štefanov
Igor Štefanov (ur. 20 maja 1964 w Nededzy) – słowacki polityk i inżynier, parlamentarzysta, w latach 2009–2010 minister budownictwa i rozwoju regionalnego.

## Życiorys
Od 1983 pracował zawodowo jako konstruktor w Żylinie. W latach 1987–1991 studiował w Wyższej Szkole Transportu i Łączności w Żylinie. Na początku lat 90. prowadził własną działalność gospodarczą. W latach 1993–2004 zatrudniony jako specjalista w administracji celnej, później jako dyrektor biura w przedsiębiorstwie Žilina Invest. W 2006 został dyrektorem generalnym rządowej agencji rozwoju regionalnego. W kwietniu 2009 z rekomendacji Słowackiej Partii Narodowej objął stanowisko ministra budownictwa i rozwoju regionalnego w rządzie Roberta Ficy, które zajmował do marca 2010. W wyborach w 2010 uzyskał mandat posła do Rady Narodowej, który wykonywał do 2012.